# Pawala Valley Ridge
De Pawala Valley Ridge is met een hoogte van 347 meter boven de zeespiegel het hoogste punt van de Pitcairneilanden. De Pawala Valley Ridge ligt in het westen van het hoofdeiland Pitcairn.